# 克尔努乡
克尔努乡，曾是爱沙尼亚西北部哈尔尤县的一个乡村型市镇。市镇总面积174.65平方公里，总人口2,077（2009年），人口密度11.9人/平方米。
克尔努市镇包含17个村。
2017年爱沙尼亚行政改革后，克尔努市镇与其他市镇一起合并为新的绍埃市镇。